# Kaviár (gasztronómia)
A kaviár tisztított és sózott halikra, az orosz konyha különlegessége. Július 18-án van a nemzetközi kaviárnap.
A világszerte ismert orosz kaviár a Fekete-tengerben, az Azovi-tengerben és a Kaszpi-tengerben honos valódi tokfélék ikrájából készül. A fogyasztásra kerülő orosz kaviárokat maloszol (enyhén sózott) illetve hordós (erősen sózott) kaviárokra osztják. A legértékesebb és egyben a legdrágább a Kaszpi-tengeri viza, a beluga ikrája.

## Története
A kaviár elnevezés a perzsa tojás szóból ered, ami török, olasz és francia kereskedelem révén került át más nyelvekbe. Az ókori Perzsiában gyógyító hatást tulajdonítottak neki, később gasztronómiai különlegességként fogyasztották. Ahogy Arisztotelész is megemlíti, dúsgazdag görögöknél és az egyiptomiaknál a lakoma végét jelentette, amikor behozták a halikrát. A középkorban a kaviár kereskedelme is királyi jog volt, az alattvalók csak külön engedéllyel foglalkozhattak ilyesmivel, amire ez egyik legkorábbi példa II. Eduárd angol király egy rendelkezése. II. Miklós orosz cár kaviárban kérte be a halászok éves adóját. Miután Észak-Amerika folyóiban is felfedezték a tokhalat, az 1900-as évekre az Amerikai Egyesült Államok és Kanada váltak a világ legnagyobb exportőreivé, együttesen évi 600 tonna kivitellel. Emiatt a halállomány annyira megcsappant, hogy 1906-tól szigorú kereskedelmi korlátozást vezettek be, ami azonban nem volt elegendő ahhoz, hogy a tokhalak újra elszaporodjanak. Ekkor a felértékelődés hatására Cesar Ritz szállodamogul állandó elemként felvette az étlapjára, ami ismét a luxusételek közé emelte a kaviárt. 1960-tól a kaviár világkereskedelmi ára ismét megugrott a szűkös kínálat miatt.
A Szovjetunió felbomlása után a Kaszpi-tengeren korlátok nélkül kezdték a tokhalakat halászni, így mára a tokfélék 15 fajából 8 veszélyeztetetté vált, 6 pedig a kihalás szélére került. Napjainkra mindkét nagy kaviárexportőr ország, Oroszország és Irán is belátta, hogy állami szinten kell felvenniük a harcot az orvhalászokkal. Iránban kihajózási tilalmat vezettek be, míg Oroszországban állami monopóliummá tették a kaviár előállítását. A nagy haszonnal kecsegtető kaviárkereskedelem miatt kialakultak az akvakultúrás tenyésztés technológiái.
Magyarországon korábban több nemesikrát adó hal volt őshonos, de a folyamszabályozások miatt a 20. században nagyrészt kipusztultak. Az érintett fajok visszatelepítésével több helyütt próbálkoznak, így Vésztőn és Ercsiben is foglalkoznak tokhalak tenyésztésével.

## Fajtái

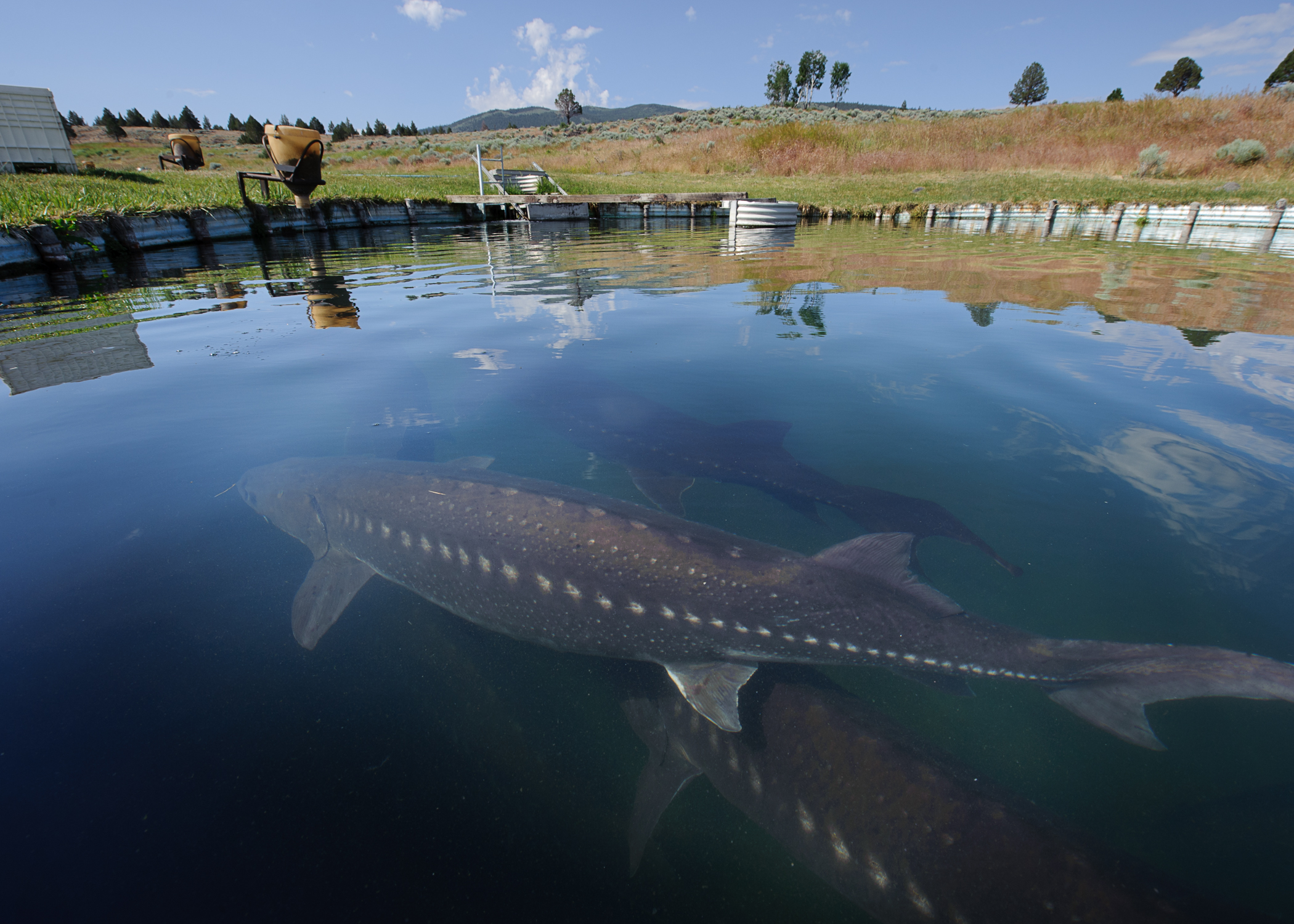
Fehér tok (Acipenser transmontanus) farm Kaliforniában

Az orosz gasztronómia 4 fajta kaviárt ismer:
- fekete kaviár: a legértékesebb, a valódi tokfélék ikrája;
- vörös kaviár: a lazacfélék, ezen belül is leginkább a Távol-Keleten élő fajok ikrája;
- rózsaszínű kaviár: a törpemaréna ikrája;
- sárga kaviár: a kecsege ikrája.

## Fogyasztása
A tokhalból kivett kaviárt lehártyázzák, lezsírozzák és sózzák, ami után azonnal fogyasztható. Napjainkban a kaviárt, ritkasága és ebből következő magas ára miatt szinte kizárólag szendvicsként fogyasztják. Korábban a kaviárt használták a főtt ételek alkotórészeként is. Ismert a kaviáros palacsinta (blini) ehhez általában a vörös, vagy a rózsaszín kaviár illik. Oroszországban gyakran fekete kaviárral dúsították az uha nevű, többféle halból és zöldségekből főzött áttetsző hallevest. De a hajában sült krumplit is gyakran töltötték vele.